# Nesty la Mente Maestra
Ernesto Fidel Padilla Colón (Barranquitas, 5 de septiembre de 1973), conocido por su nombre artístico Nesty la Mente Maestra o simplemente Nesty, es un productor discográfico y compositor puertorriqueño. Estuvo estrechamente asociado con el dúo de reguetón Wisin & Yandel y el también productor Víctor el Nasi.

## Carrera musical
Nesty comenzó su carrera discográfica asociado a Luny Tunes a mediados de la década de 2000. Se hizo un nombre aparte de Luny Tunes con un par de sencillos exitosos en 2005 como «Chulin Culin Chunfly» (Voltio junto a Calle 13) y «Eso Ehh» (Alexis y Fido).
En 2006, Nesty produjo temas para los álbumes de Don Omar (King of Kings) y Tego Calderón (The Underdog/El Subestimado), incluido el exitoso sencillo «Los maté» de este último. Por esta misma época, Nesty comenzó una asociación cercana con Wisin & Yandel, produciendo gran parte de su álbum Los Vaqueros, incluidos los exitosos sencillos «Pegao», «Yo te quiero» y «Nadie como tú». En los años siguientes, se mantuvo estrechamente asociado con Wisin & Yandel, produciendo la mayor parte de su álbum Wisin vs. Yandel: Los Extraterrestres, incluido el sencillo «Sexy Movimiento», que encabezó las listas de Billboard, y Wisin & Yandel Presentan: La Mente Maestra, en el que fue co-facturado en la portada de este último álbum. Durante 2010, Nesty produjo la mayor parte del disco Los Vaqueros: El Regreso del dúo, que fue publicado a comienzos de enero de 2011.
En 2011, Nesty produjo «La Intelectual» y «Donde estés llegaré» de Alexis & Fido para su álbum Perreología. En ese tiempo, se rumoreaba la salida de un álbum titulado Tainy vs. Nesty, pero debido a la salida del productor de WY Records, el álbum nunca salió.
A principios de 2012, algunos artistas que firmaron con WY Records decidieron dejar el sello discográfico. Entre ellos estaban Franco "El Gorila", Tico "El Inmigrante" y Jayko. El 19 de enero, se anunció que el principal productor Nesty también se había despedido de WY Records. Decidió que era hora de tomar caminos separados y está a punto de comenzar su propia empresa.
En 2014, Nesty produjo varios temas para Alexis & Fido en La esencia, Yandel para su EP Legacy y produjo el sencillo «Dando Break» de Tego Calderón, previo a su álbum postergado El que sabe sabe. El álbum de Tego fue galardonado con un Premio Grammy Latino como mejor álbum urbano.
A finales del mismo año, Nesty produjo «Una en un millón» de Alexis & Fido, canción que estuvo nominada al Grammy Latino. Ese mismo año, presentó un nuevo proyecto en el género EDM titulado Ritmo Raid.
En años recientes, trabajó «Bichiyal» de Bad Bunny y Yaviah, «Reloj» de Rauw Alejandro y Anuel AA, y con Yandel en un nuevo single titulado «Espionaje».

## Discografía
2008
Wisin & Yandel Presentan: La Mente Maestra (álbum recopilatorio con Wisin & Yandel)

## Créditos de producción
2004
- El que habla con las manos (Eliel)
- La Mision 4: The Take Over (Luny Tunes)
- Voltage/AC (Julio Voltio)
- Los anormales (Héctor “El Bambino”)

2005
- Vida Escante: Edición especial (Nicky Jam)
- Los Pitbulls (Alexis & Fido)
- Sangre Nueva (Naldo)
- Gold Star Music: Reggaeton Hits (Héctor el Father)
- Voltio (Julio Voltio)
- Iván y AB (Ivan y AB)
- La Moda (Yaga y Mackie Ranks)

2006
- Top of the Line (Tito el Bambino)
- King of Kings (Don Omar)
- Los Vaqueros (Wisin & Yandel)

2007
- Masterpiece: Commemorative Edition (RKM & Ken-Y)
- Invasión (Echo)
- Los Vaqueros: Wild Wild Mixes (Wisin & Yandel)
- Wisin vs. Yandel: Los Extraterrestres (Wisin & Yandel)

2008
- La Melodía de la Calle (Tony Dize)
- Los Extraterrestres: Otra Dimensión (Wisin & Yandel)
- Caribbean Connection (Machete Music)

2009
- Welcome to the Jungle (Franco "El Gorila")
- La Revolución (Wisin & Yandel)

2010
- El Momento (Jowell & Randy)
- La revolución: Live (Wisin & Yandel)

2011
- Los Vaqueros 2: El Regreso (Wisin & Yandel)

2013
- Free Music (Tempo)

2014
- La Esencia (Alexis & Fido)
- Legacy (Yandel)

2015
- El Que Sabe, Sabe (Tego Calderón) Ganador del Grammy Latino
- Dangerous (Yandel)

2018
- La Oscuridad (Bryant Myers)

2019
- The One (Yandel)

2020
- YHLQMDLG (Bad Bunny)
- Las que no iban a salir (Bad Bunny)
- La escuela (Alexis & Fido)
- Quién contra mí 2 (Yandel)

2021
- Barrio Canino (Alexis & Fido)

2024
- Elyte (Yandel)